# Public Image Ltd
Public Image Ltd (auch Public Image Limited, abgekürzt PiL) ist eine 1978 gegründete Rockband, die sich in den Anfangsjahren selbst eher als Medienfabrik verstand. Musikalisch begann die von John Lydon angeführte Band mit experimenteller Rockmusik und Post-Punk, öffnete sich im Laufe der 1980er Jahre jedoch auch einer breiteren Hörerschaft.

## Bandname
Public Image Ltd wurde offiziell am 7. Juli 1978 als britische Private Limited Company (vergleichbar einer deutschen GmbH) registriert. Absichten, über dieses Unternehmen auch außermusikalische Projekte zu realisieren, wurden in Interviews zwar immer wieder geäußert, aber nie umgesetzt. Public Image Ltd blieb ein reiner Bandname. Die Band ging im September 1992 auseinander, die Gesellschaft gleichen Namens wurde letztendlich am 13. Januar 1998 aufgelöst. John Lydon ließ im Mai 1998 über seinen Manager mitteilen, dass er sich aus dem Musikgeschäft zurückziehe, um sich auf Film- und Fernseharbeit umzuorientieren.
Am 15. Oktober 2009 registrierte Lydon in Großbritannien ein neues Unternehmen unter der Firma PIL Twin Ltd als Musikverlag, die die Wiederveröffentlichungen des PIL-Backkatalogs 2011/2012 lizenzierte.
Am 30. November 2011 wurde die Firma PIL Official Limited als bandeigenes Schallplattenlabel in Großbritannien registriert.

## Bandgeschichte

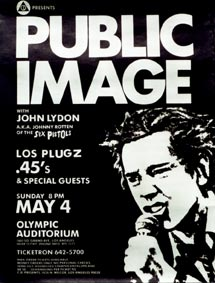
Poster von einem Konzert in Los Angeles 1980

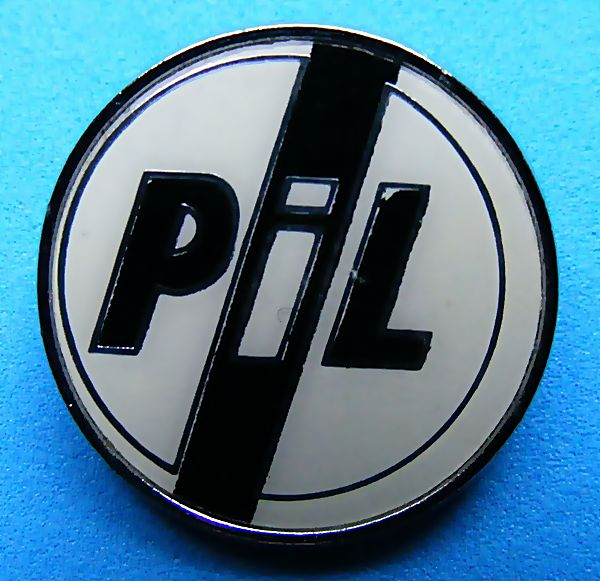
Logo der Band

Public Image Ltd wurde 1978 zunächst unter dem Namen Carnivorous Buttock Flies von dem englischen Musiker John Lydon gegründet. Dieser war vorher unter dem Pseudonym Johnny Rotten Sänger der legendären Punkband Sex Pistols gewesen, hatte sich jedoch mit deren Manager Malcolm McLaren überworfen.
Nach dem Ende beschloss er mit seinem alten Freund Jah Wobble (bürgerlich John Wardle), eine neue Band zu gründen. Neben Lydon als Sänger und Wardle als Bassist gehörten zu den Gründern Gitarrist Keith Levene von The Clash und Schlagzeuger Jim Walker. Sie bekamen sofort einen Plattenvertrag von Virgin Records und veröffentlichten wenige Monate nach Gründung im Oktober 1978 die Debütsingle Public Image. Damit hatten sie auf Anhieb einen Top-10-Hit in Großbritannien. Das Debütalbum First Issue folgte vor Weihnachten, erst am ersten Weihnachtsfeiertag absolvierten sie ihren ersten Liveauftritt.
Bereits vor der nächsten Single Death Disco begann mit dem Abschied von Walker der ständige Besetzungswechsel in der Band. Mit Richard Dudanski als Schlagzeuger entstand das zweite Album Metal Box, das tatsächlich, wie der Name sagte, in einer Blechdose veröffentlicht wurde. Sie sah aus wie eine Filmrollendose und enthielt 12 Songs auf drei Schallplatten. Es war kommerziell relativ erfolgreich und wurde von der Kritik gelobt. Nachdem sich schon ihr erstes Album in den USA als Import-Album gut verkauft hatte, entschloss man sich zu einer offiziellen US-Veröffentlichung, scheute aber die hohen Produktionskosten mit der Blechdose. Deshalb erschien das Album in den Staaten als Doppelalbum mit normaler Papphülle unter dem Namen Second Edition. Es platzierte sich in den offiziellen Albumcharts. 1980 folgten eine US-Tour und das erste Livealbum Paris au Printemps, aufgenommen in Frankreich.
Inzwischen hatte Jah Wobble die Band verlassen, Lydon und Levene machten mit Martin Atkins als Schlagzeuger zu dritt weiter. Ein Jahr später erschien The Flowers of Romance, ihr kommerziell bestplatziertes Album mit Platz 11 in England. Zur erweiterten Band gehörten auch der für die Finanzen zuständige Dave Crowe und von 1979 bis 1980 Nick Launay für Technik und Produktion sowie die Videokünstlerin Jeannette Lee, die die Auftritte gestaltete. Im Mai 1981 traten sie im Ritz Club in New York auf, zu sehen waren aber nur Videoleinwände und die Band als Schatten hinter einem Wandschirm, woraufhin es zu Ausschreitungen kam. Das Ereignis brachte ihnen einige Schlagzeilen in der Musikpresse.
In der Zeit stritten Lydon und Levene immer häufiger über die Musikrichtung, was auch an den zunehmenden Drogenproblemen von Levene lag. Der verließ schließlich die Band, nahm die Originalbänder der neuen Albumaufnahmen mit und veröffentlichte sie alleine. Lydon und Atkins mussten das nächste PiL-Album This Is What You Want … This Is What You Get noch einmal neu einspielen. Vorab veröffentlichten sie This Is Not a Love Song, die erfolgreichste Single der Band. Sie erreichte Platz 5 in Großbritannien und Platz 10 in den deutschen Charts. Das Album war aber das erfolgloseste in der Bandgeschichte und kam nicht über Platz 56 hinaus. Für die folgende Tour gab es einige Neuzugänge. Nachdem aber Atkins 1985 seinen Abschied genommen hatte, um eigene Projekte zu verfolgen, bildete sich mit Gitarrist John McGeoch von Siouxsie and the Banshees und Bassist Allan Dias ein neuer Bandkern heraus, der bis in die 1990er hinein Bestand hatte.
Das nächste Studioalbum mit dem Coveraufdruck Album (die CD-Version war mit Compact Disc und die Kassettenversion mit Cassette bedruckt) hatte nicht nur diesen ungewöhnlichen Titel, auch die Gastmusiker waren eine ungewöhnliche Zusammenstellung. Neben Bill Laswell, der auch als Produzent beteiligt war, gehörten Zappa-Gitarrist Steve Vai, Avantgardemusiker Ryūichi Sakamoto und Bluesrock-Schlagzeuger Ginger Baker zu den Beitragenden. Das Album konnte 1986 vom Erfolg her an das vorletzte Album The Flowers of Romance anknüpfen.
Bruce Smith von der Band The Pop Group und Lu Edmonds von The Damned gehörten zur Besetzung beim Album Happy?, das nur ein Jahr später erschien. Edmonds zog sich wenig später wegen einer Tinnitus-Erkrankung zurück, und das Album 9 – zwei Livealben eingeschlossen die neunte Albumveröffentlichung von Public Image Ltd – bestätigte zwei Jahre später die unveränderte Popularität der Band. In den USA verpasste es nur knapp die Top 100 der Albumcharts und war 23 Wochen platziert. 1990 erschien dann das erste Compilation-Album mit dem Titel Greatest Hits, So Far. In Großbritannien erreichte es Platz 20 und wurde mit Silber ausgezeichnet. Danach ging Smith, und als sich nach dem wenig erfolgreichen nächsten Studioalbum That What Is Not auch Dias wegen Drogenproblemen zurückzog, kam die Band zum Stillstand. Dazu verlor die Band ihren langjährigen Plattenvertrag, und John Lydon war gezwungen, die Gruppe 1993 aufzulösen. Er hatte sich so hoch verschuldet, dass es ihm unmöglich gemacht wurde weiterzumachen, da sämtliche Gelder sofort gepfändet worden wären, angefangen von der Bezahlung der Musiker bis hin zur Kaution für Saalmieten bei Livekonzerten.

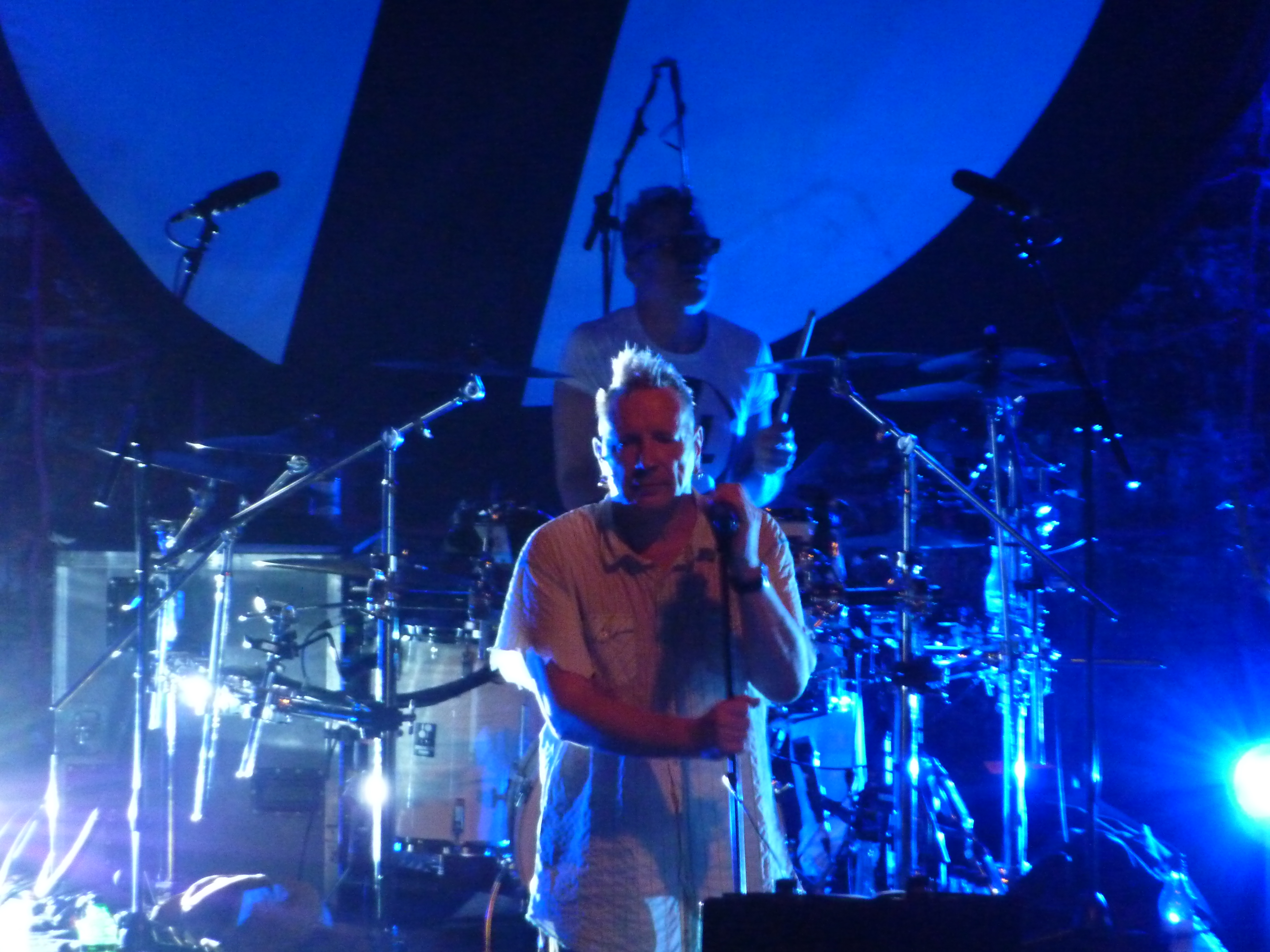
John Lydon mit PiL 2012 in Manchester

Er startete eine Solokarriere, tourte mehrmals wieder mit den alten Sex Pistols und arbeitete an Fernsehprojekten. Erst 2008 bekam er Lust, auch Public Image Ltd wieder aufleben zu lassen, und mit Lu Edmonds, Bruce Smith und Scott Firth als neuem Bassisten gingen sie im folgenden Jahr wieder auf Tour in Großbritannien. Ein Livealbum wurde veröffentlicht und das Touren in den folgenden Jahren auf Europa und Nordamerika erweitert. Nach einem weiteren Livealbum vom Auftritt beim Isle of Wight Festival entschlossen sie sich zu einem weiteren Studioalbum. This Is PiL erschien 2012, 20 Jahre nach dem letzten Studioalbum, und brachte sie wieder in die Charts zurück. Drei Jahre später erschien das ebenso erfolgreiche What the World Needs Now …, wobei zum ersten Mal in der Bandgeschichte die Besetzung bei zwei Studioalben unverändert blieb. Neben weiteren Auftritten in den folgenden Jahren erschien 2017 auch der Dokumentarfilm The Public Image Is Rotten über die Geschichte der Band. Eine zugehörige Box mit 5 CDs und 2 DVDs erschien im Jahr darauf. 2023 bewarb sich die Band um die Teilnahme für Irland am Eurovision Song Contest 2023, scheiterte aber an der Vorausscheidung.

## Stil
Der Klang der frühen Alben ist oft irritierend – selbst für Hörer, die an schräge Töne gewöhnt sind. Für das zweite Album Metal Box wurden sie jedoch von der Kritik gefeiert; das Album kam 2003 auf die Liste der 500 besten Alben aller Zeiten des Rolling Stone. Mit der Zeit wich der Stil jedoch einer Geräuschkulisse, in die ethnische Klänge und Gesänge verwoben wurden. Mit der Single This Is Not a Love Song hatte PiL 1983 auch über die Independent-Szene hinaus einen kommerziellen Erfolg.

## Diskografie

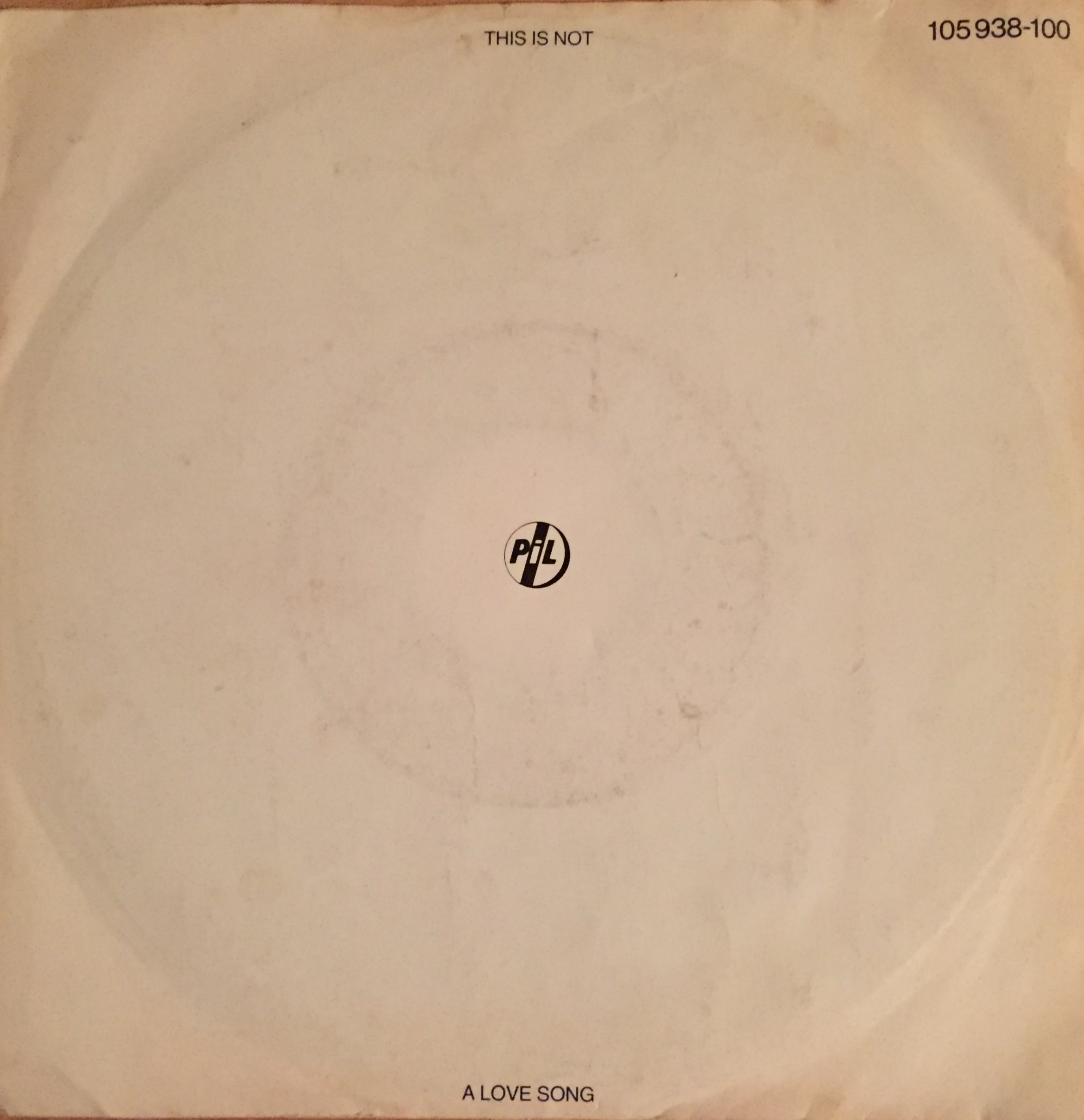
Minimalistisches Cover This is not a love-song

### Alben
| Jahr | Titel                                        | Höchstplatzierung, Gesamtwochen, AuszeichnungChartplatzierungen (Jahr, Titel, Platzierungen, Wochen, Auszeichnungen, Anmerkungen) | Höchstplatzierung, Gesamtwochen, AuszeichnungChartplatzierungen (Jahr, Titel, Platzierungen, Wochen, Auszeichnungen, Anmerkungen) | Höchstplatzierung, Gesamtwochen, AuszeichnungChartplatzierungen (Jahr, Titel, Platzierungen, Wochen, Auszeichnungen, Anmerkungen) | Anmerkungen |
| Jahr | Titel                                        | DE | UK | US | Anmerkungen |
| ---- | -------------------------------------------- | --- | --- | --- | --- |
| 1978 | Public Image: First Issue                    | — | UK22 Silber · (11 Wo.)UK | — | |
| 1979 | Metal Box                                    | — | UK18 (8 Wo.)UK | — | veröffentlicht auf drei Schallplatten in einer metallenen Filmrollenbox Platz 469 der Rolling-Stone-500 (2003) |
| 1979 | Second Edition                               | — | UK46 (2 Wo.)UK | US171 (3 Wo.)US | inhaltsgleich mit Metal Box ursprünglich eine US-Veröffentlichung mit veränderter Aufmachung (Material, Cover) |
| 1980 | Paris au Printemps / Paris in the Spring     | — | UK61 (2 Wo.)UK | — | Livealbum, aufgenommen 17./18. Januar 1980 in Frankreich                                                       |
| 1981 | The Flowers of Romance                       | — | UK11 (5 Wo.)UK | US114 (4 Wo.)US | |
| 1983 | Live in Tokyo                                | — | UK28 (6 Wo.)UK | — | Livealbum |
| 1984 | This Is What You Want … This Is What You Get | — | UK56 (2 Wo.)UK | — | |
| 1986 | Album                                        | — | UK14 (6 Wo.)UK | US115 (16 Wo.)US | entsprechend dem Format trug der Tonträger den Titel Album, Compact Disc oder Cassette                         |
| 1987 | Happy?                                       | — | UK40 (2 Wo.)UK | US169 (10 Wo.)US | |
| 1989 | 9                                            | — | UK36 (2 Wo.)UK | US106 (23 Wo.)US | |
| 1990 | Greatest Hits, So Far                        | — | UK20 Silber · (3 Wo.)UK | — | Best-of-Album                                                                                                  |
| 1992 | That What Is Not                             | — | UK46 (2 Wo.)UK | — | Erstveröffentlichung: 10. Februar 1991                                                                         |
| 2012 | This Is PiL                                  | — | UK35 (2 Wo.)UK | — | Erstveröffentlichung: 28. Mai 2012                                                                             |
| 2015 | What the World Needs Now …                   | — | UK29 (2 Wo.)UK | — | Erstveröffentlichung: 4. September 2015                                                                        |
| 2023 | End of World                                 | DE54 (1 Wo.)DE | UK33 (1 Wo.)UK | — | Erstveröffentlichung: 11. August 2023                                                                          |

Weitere Alben
- 1984: Commercial Zone (veröffentlicht von Keith Levene nach seinem Ausstieg aus der Band)
- 1999: Plastic Box (4-CD-Box)
- 2009: PIL Alife (Livealbum)
- 2012: One Drop (EP)
- 2018: The Public Image Is Rotten (Songs from the Heart) (5-CD-Box)

### Singles
| Jahr | Titel Album                                             | Höchstplatzierung, Gesamtwochen, AuszeichnungChartplatzierungen (Jahr, Titel, Album, Platzierungen, Wochen, Auszeichnungen, Anmerkungen) | Höchstplatzierung, Gesamtwochen, AuszeichnungChartplatzierungen (Jahr, Titel, Album, Platzierungen, Wochen, Auszeichnungen, Anmerkungen) | Höchstplatzierung, Gesamtwochen, AuszeichnungChartplatzierungen (Jahr, Titel, Album, Platzierungen, Wochen, Auszeichnungen, Anmerkungen) | Anmerkungen |
| Jahr | Titel Album                                             | DE | UK | US | Anmerkungen |
| ---- | ------------------------------------------------------- | --- | --- | --- | --- |
| 1978 | Public Image                                            | — | UK9 (8 Wo.)UK | — | Autoren: John Wardle, Jim Walker, John Lydon, Keith Levene                                                                               |
| 1979 | Death Disco                                             | — | UK20 (7 Wo.)UK | — | Autoren: John Wardle, John Lydon, Keith Levene                                                                                           |
| 1979 | Memories Metal Box                                      | — | UK60 (2 Wo.)UK | — | Autoren: John Wardle, John Lydon, Keith Levene                                                                                           |
| 1981 | The Flowers of Romance                                  | — | UK24 (7 Wo.)UK | — | Autoren: John Lydon, Keith Levene |
| 1983 | This Is Not a Love Song                                 | DE10 (16 Wo.)DE | UK5 (10 Wo.)UK | — | Autoren: John Lydon, Keith Levene, Martin Atkins                                                                                         |
| 1984 | Bad Life This Is What You Want ... This Is What You Get | — | UK71 (2 Wo.)UK | — | Autoren: John Lydon, Keith Levene, Martin Atkins                                                                                         |
| 1986 | Rise Album                                              | — | UK11 (10 Wo.)UK | — | Autoren: John Lydon, Bill Laswell |
| 1986 | Home Album                                              | — | UK75 (2 Wo.)UK | — | Autoren: John Lydon, Bill Laswell |
| 1987 | Seattle Happy?                                          | — | UK47 (4 Wo.)UK | — | Autoren: Allan Dias, Robert Edmonds, John Lydon, John McGeoch, Bruce Smith                                                               |
| 1987 | The Body Happy?                                         | — | UK100 (1 Wo.)UK | — | Autoren: Allan Dias, Robert Edmonds, John Lydon, John McGeoch, Bruce Smith                                                               |
| 1989 | Disappointed 9                                          | — | UK38 (5 Wo.)UK | — | Autoren: Allan Dias, Robert Edmonds, John Lydon, John McGeoch, Bruce Smith, Stephen Hague Platz 1 in USA in den Alternative-Songs-Charts |
| 1989 | Warrior 9                                               | — | UK89 (2 Wo.)UK | — | Autoren: Allan Dias, Robert Edmonds, John Lydon, John McGeoch, Bruce Smith lief auch im Film Großstadtsklaven (Slaves of New York)       |
| 1990 | Don’t Ask Me The Greatest Hits, So Far                  | — | UK22 (5 Wo.)UK | — | Autoren: Allan Dias, John Lydon, John McGeoch                                                                                            |
| 1992 | Cruel That What Is Not                                  | — | UK49 (2 Wo.)UK | — | Autoren: Allan Dias, John Lydon, John McGeoch                                                                                            |

Weitere Singles
- 1992: Acid Drops
- 1992: Covered
- 2012: One Drop
- 2012: Out of the Woods
- 2012: Reggie Song
- 2015: Double Trouble
- 2015: The One
- 2023: Hawaii